# Wayne County (Nebraska)
Wayne County is een county in de Amerikaanse staat Nebraska.
De county heeft een landoppervlakte van 1.148 km² en telt 9.851 inwoners (volkstelling 2000). De hoofdplaats is Wayne.

## Bevolkingsontwikkeling

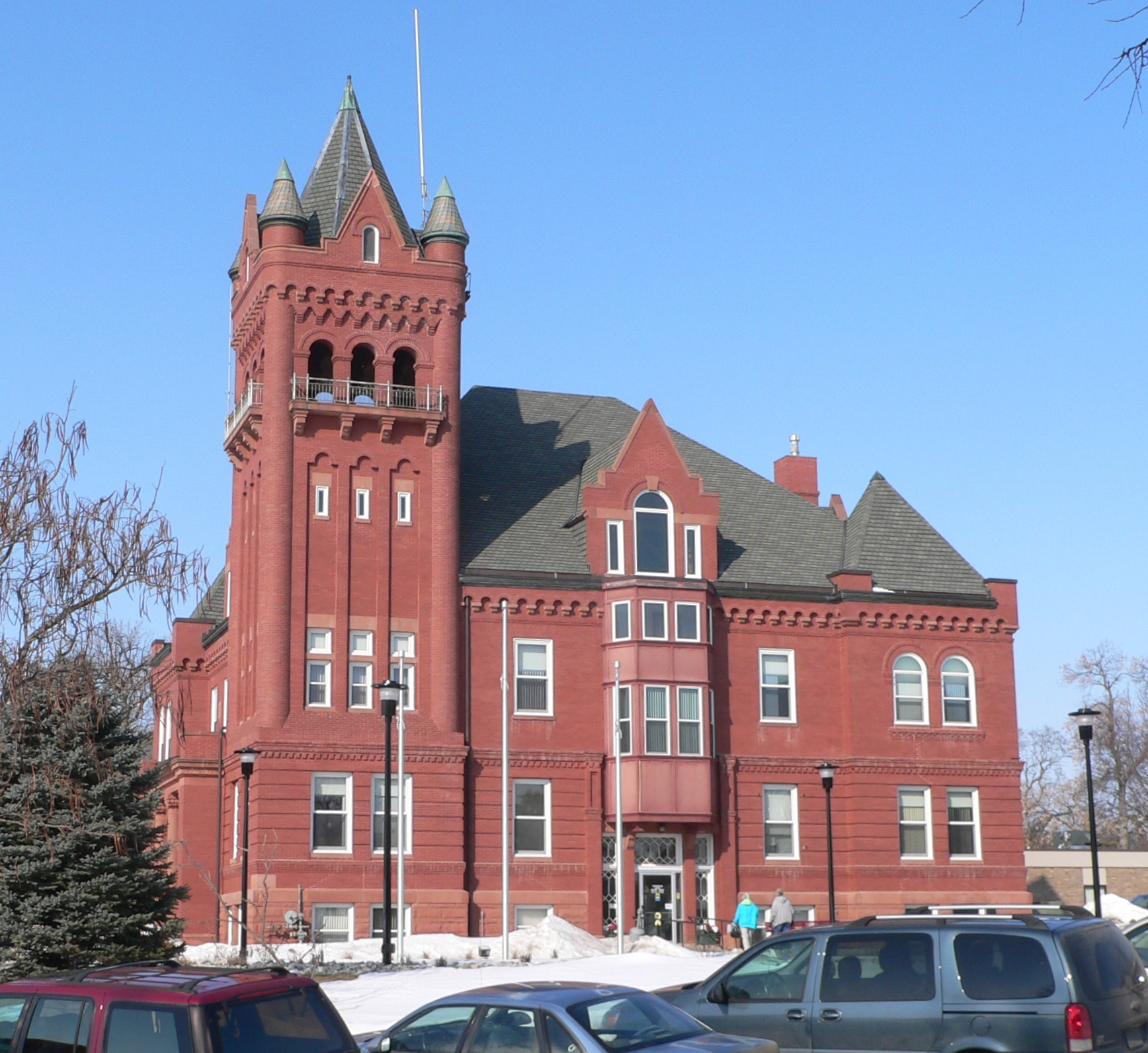
Wayne County Courthouse